# Centiloquium
Centiloquium – powstały przypuszczalnie między V a VII wiekiem, oryginalnie w języku greckim, anonimowy tekst astrologiczny. Dawniej jego autorstwo błędnie przypisywano Klaudiuszowi Ptolemeuszowi.
Dzieło składa się ze 100 krótkich aforyzmów, od czego też pochodzi łacińska nazwa Centiloquium. Jego grecka nazwa brzmiała καρπος (karpos „owoc”), gdyż miało ono zawierać „owoc” nauk Ptolemeusza. W istocie Ptolemeuszowe autorstwo ma charakter apokryficzny, aforyzmy zawierają bowiem hermetyczne elementy obce nauce aleksandryjskiego astronoma, a język jest właściwy raczej późnoantycznej grece. Na początku X wieku Ahmad ibn Yusuf ibn al-Dayah przełożył Centiloquium na arabski i opatrzył komentarzem. W wieku XII pojawiły się jego łacińskie tłumaczenia dokonane przez Jana z Sewilli, Platona z Tivoli oraz Hugona z Santalli, które wywarły wpływ na rozwój średniowiecznej astrologii.